# Phaonia vivida
Phaonia vivida är en tvåvingeart som först beskrevs av Camillo Rondani 1871.  Phaonia vivida ingår i släktet Phaonia och familjen husflugor. Arten har ej påträffats i Sverige. Inga underarter finns listade i Catalogue of Life.